# International Journal of Innovation and Applied Studies
 (octobre 2012).
International Journal of Innovation and Applied Studies (IJIAS) est une revue pluridisciplinaire publiant des articles couvrant une vaste gamme de thèmes dans l'ingénierie, la science et la technologie. C'est une revue en ligne qui offre un accès libre, gratuit et sans restriction à son contenu scientifique en texte intégral. 
Elle publie des articles rédigés en anglais, mais aussi en français, espagnol et arabe,.

## Portée et objectifs
IJIAS vise à apporter sa contribution pour l'amélioration des travaux de recherche et être un forum reconnu attirant des auteurs et des chercheurs des deux communautés académique et industrielle intéressés par les activités de recherche de pointe dans l'innovation et les études appliquées. Sa fréquence de parution est de quatre numéros par an.
Le contenu des articles acceptés est disponible en texte intégral sur la bibliothèque en ligne de la revue. En outre, il est indexé dans les principales bases de données universitaires. Il y a des frais de publication.

## Thèmes couverts
- Arts et Sciences Humaines
- Audit et Gestion
- Biochimie
- Chimie
- Comptabilité
- Économétrie et Finance
- Économie
- Énergie
- Génétique et Biologie Moléculaire
- Informatique
- Ingénierie
- Management
- Mathématiques
- Médecine
- Microbiologie et Immunologie
- Neurosciences
- Pharmacologie
- Physique et Astronomie
- Professions de Santé
- Psychologie
- Sciences Agricoles et Biologiques
- Sciences de Décision
- Sciences de l'Environnement
- Sciences de la Matière
- Sciences de la vie et de la Terre
- Sciences des Affaires
- Sciences Sociales
- Sciences Vétérinaires
- Toxicologie

## Évaluation par les pairs
Tous les articles, communications et notes techniques sont soumis au processus d’évaluation auprès du comité scientifique après un accord préliminaire de la rédaction. L’éditeur demande l'avis de trois arbitres qui sont des experts dans le domaine concerné. Il y a trois arbitres pour chaque document présenté, et un minimum de deux avis favorables est exigé.
En 2019, la revue a été classée comme potentielle revue prédatrice par le bibliothécaire Jeffrey Beall.